# Johan Nilsson Gyllenstierna

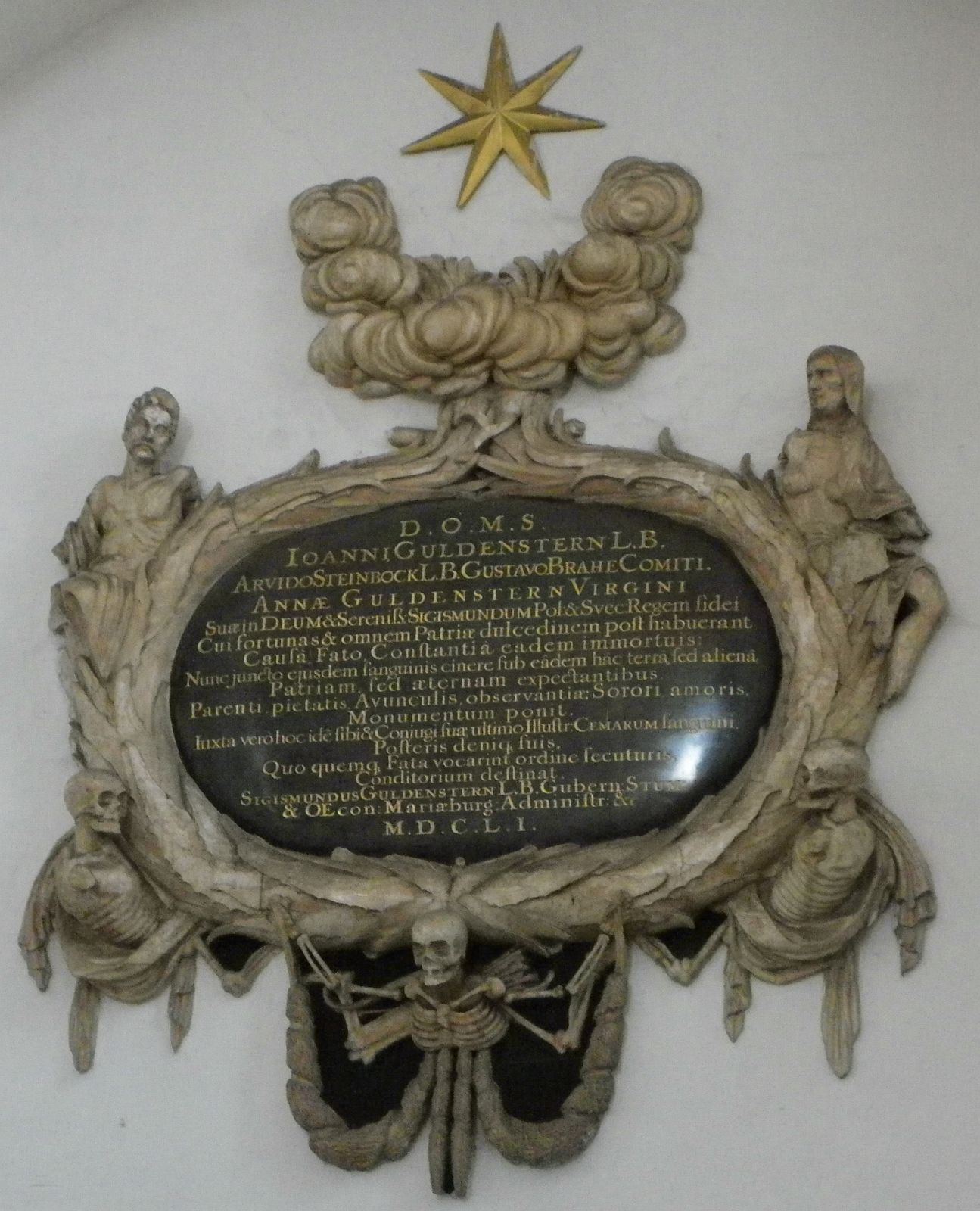
Epitaph für Ioanni Guldenstern (Johan Gyllenstierna) in der Marienkirche in Danzig

Freiherr Johann Guldenstern, auch Güldenstern, (schwedisch Johan Nilsson friherre Gyllenstierna af Lundholm; polnisch Jan Guldenstern; *  31. Januar 1569 in Stockholm; † März 1617 in Danzig) war ein schwedischer Admiral.

## Leben

### Herkunft und Familie
Johan war Angehöriger der schwedischen Freiherren Gyllenstierna af Lundholm. Seine Eltern waren der schwedische Staatsmann Nils Gyllenstierna (1526–1601) und Ebba Axelsdotter, geborene Bielke. Der spätere schwedische Reichsadmiral Göran Nilsson Gyllenstierna (1575–1618) war sein jüngerer Bruder. Johan vermählte sich 1595 in Stegeborg mit Komtesse Sigrid Brahe (1568–1617), einer Tochter von Peder Brahe (1520–1590). Aus der Ehe sind drei Söhne hervorgegangen.
- Johan (1597–1658), Kammerherr bei Königin Maria Eleonora von Schweden
- Sigismund (1598–1666), polnischer Magnat
- Casimir († 1640), Kammerherr bei König Gustav II. Adolf von Schweden

### Werdegang
Gyllenstierna hatte sich 1598 als Rittmeister der Schwedischen Adelsfahne im Thronstreit zwischen dem katholischen König Sigismund III. und dem lutheranischen Reichsverweser Karl IX. (Sigmunds Onkel) auf Sigismunds Seite gestellt und war dafür vom König zum Reichsadmiral ernannt worden. Johan hatte sich aber gegen den gleichzeitig vom Reichsverweser ernannten Reichsadmiral Joachim Scheel nicht durchsetzen können. Der unter seinem Kommando und mit dänischer sowie polnischer Hilfe ausgeführte Angriff der königlichen Flotte auf Älvsborg scheiterte. Gyllenstierna zog sich daraufhin nach Polen zurück, wo er Stifter der pommerellischen Linie Güldenstern wurde.
Er war Erbherr auf Fågelvik. Er wurde in der Marienkirche in Danzig beigesetzt, wo sein Sohn Sigismund für ihn eine Grabkapelle errichtete.